# St Mary’s Church (Rye)
St Mary’s Church ist eine anglikanische Gemeindekirche in der ehemaligen, durch Verlandung bereits weit landeinwärts gelegenen Hafenstadt Rye, die zur Grafschaft Sussex im Südosten von England gehört. Bei der englischen Denkmalschutzbehörde Historic England ist sie aufgrund einiger besonderer Ausstattungsdetails seit 1951 mit dem Schutzstatus Grade I gelistet. Neben der Kirche, die wegen ihrer historischen Bedeutung auch „Kathedrale von East Sussex“ genannt wird und touristisch erschlossen ist, befinden sich ein Gemeindehaus und ein Pfarrbüro.

## Geschichte
Die Kirche geht mit ihren frühesten Bauabschnitten auf das 12. Jahrhundert zurück. Ein Vorgängerbau könnte an anderer Stelle gestanden haben, vermutet wird der heutige Canon Garden. Dass Rye über lange Zeit bis 1247 königliches Lehen an die Abtei Fécamp in der Normandie war, war sicher einer der Gründe für die Größe und die Ausstattung der Kirche. Der schwerste und letzte von zahlreichen Überfällen auf Rye geschah 1377 zur Zeit des Hundertjährigen Kriegs. Die Kirche wurde bei diesem Überfall aus der Normandie schwer beschädigt und geplündert. Auch die Glocken wurden entfernt. Wenig später unternahmen Einwohner aus Rye und Winchelsea einen Feldzug gegen die Normandie, durch den der größte Teil des verlorenen Eigentums zurückgeholt werden konnte. Eine Glocke wurde als Abschreckung für künftige Angreifer in der Watchbell Street aufgehängt und kehrte erst wesentlich später in die Kirche zurück. Das heutige Geläut stammt aus dem 18. Jahrhundert.
Die Kirche wurde mit der Regentschaft von Eduard VI. endgültig protestantisch, eine kurze Rückkehr zum katholischen Ritus in lateinischer Sprache gab es unter Maria I., bis zur Säkularisation von Teilen der Kirche unter Elisabeth I. So wurden die Kapellen umfunktioniert und weltlichen Verwendungen zugeführt. In einer Kapelle soll es eine Metzgerei gegeben haben. Auch Munitionslager und ein Gefängnis mit Vorrichtungen zur Bestrafung waren zeitweise in den ausgegliederten Räumlichkeiten untergebracht. Die Reformation hatte den Verkauf zahlreicher Schätze der Kirche zur Folge sowie den Ersatz von Steinaltären durch hölzerne Altäre. Die Einwohner von Rye gehörten der Church of England an. Puritaner mussten als Sektierer die Stadt verlassen und siedelten sich außerhalb der Stadt an.
Erneuerungen und Wartungsarbeiten, aber auch Umbauten wurden in allen Jahrhunderten vorgenommen, insbesondere der Überfall von 1377 hatte umfangreichere Arbeiten zur Folge. Selbst im 19. Jahrhundert wirkten sich Schäden durch den Brand noch aus. Auch die Kapellen wurden Restaurierungsarbeiten unterzogen.

## Bauwerk
Die Kirche hat einen kreuzförmigen Grundriss. Das Schiff hat einen basilikalen Querschnitt und unterscheidet sich darin deutlich vom Hallenchor östlich des Querhauses.
Damit ist St Mary's eine der zahlreichen Hallenkirchen Südostenglands.

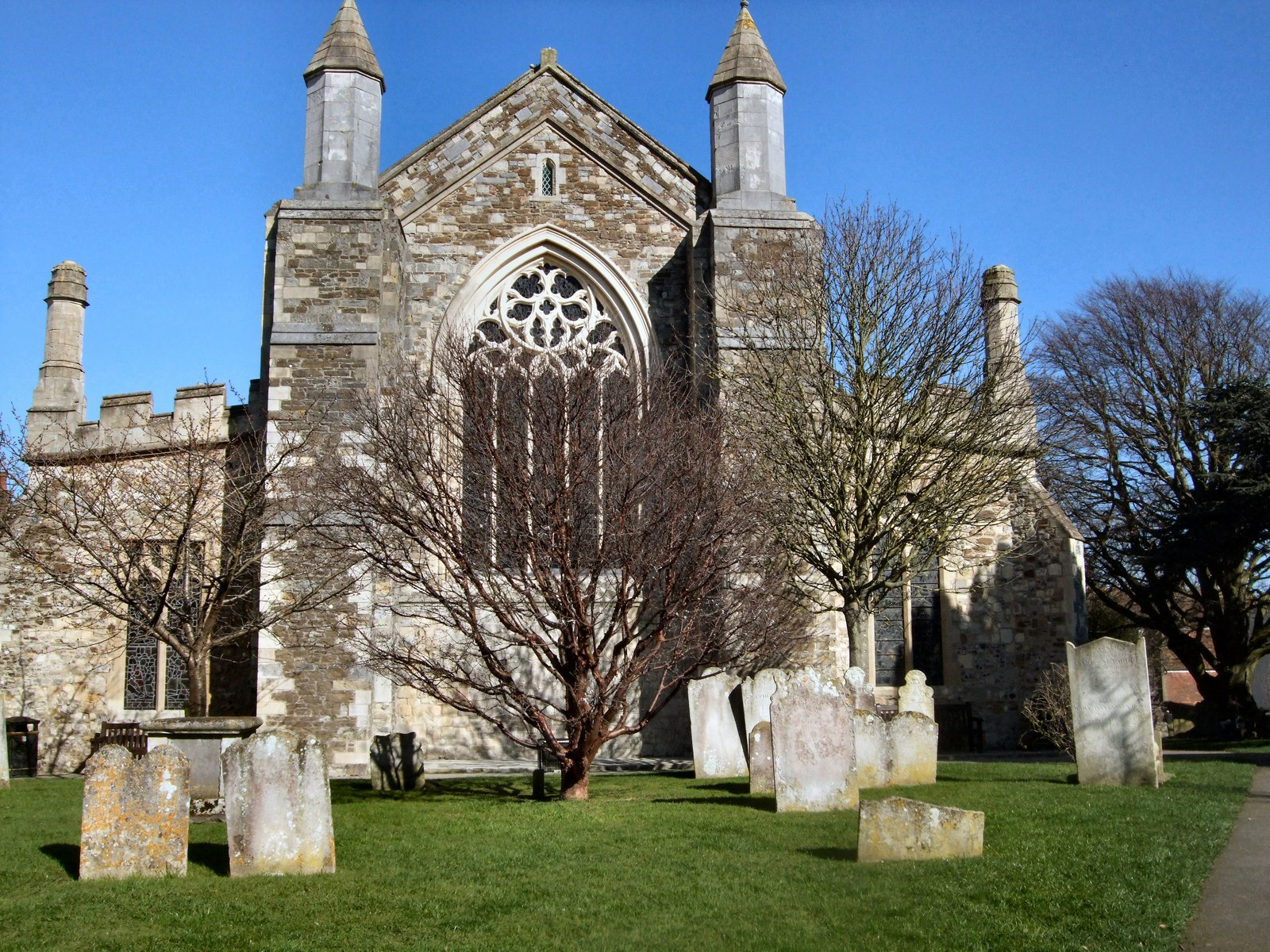
Westfassade, niedrige Seitenschiffe
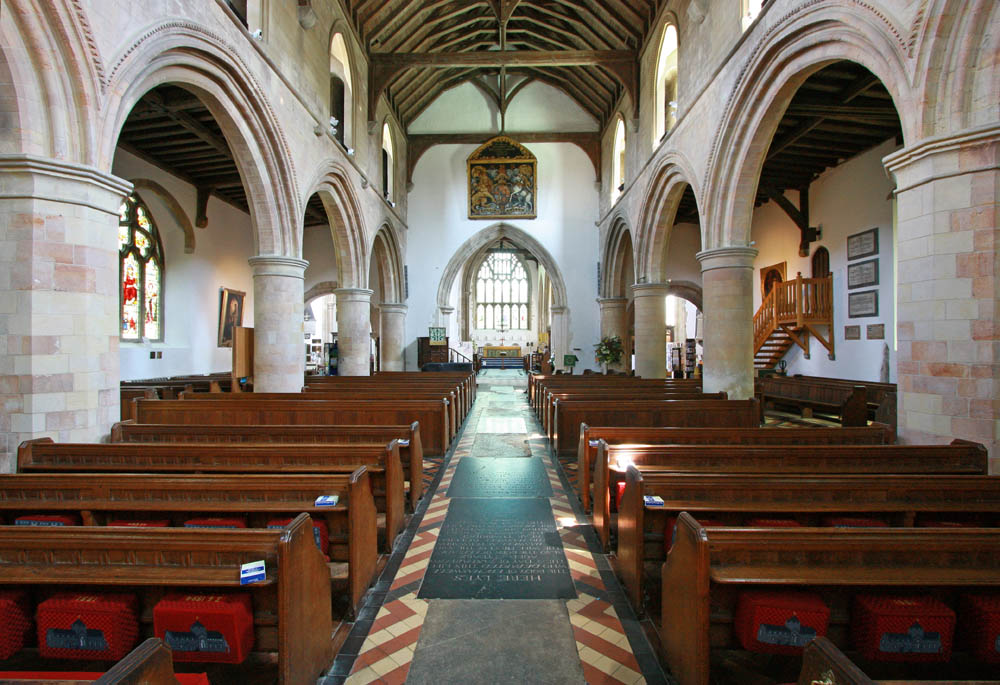
Basilikales Schiff
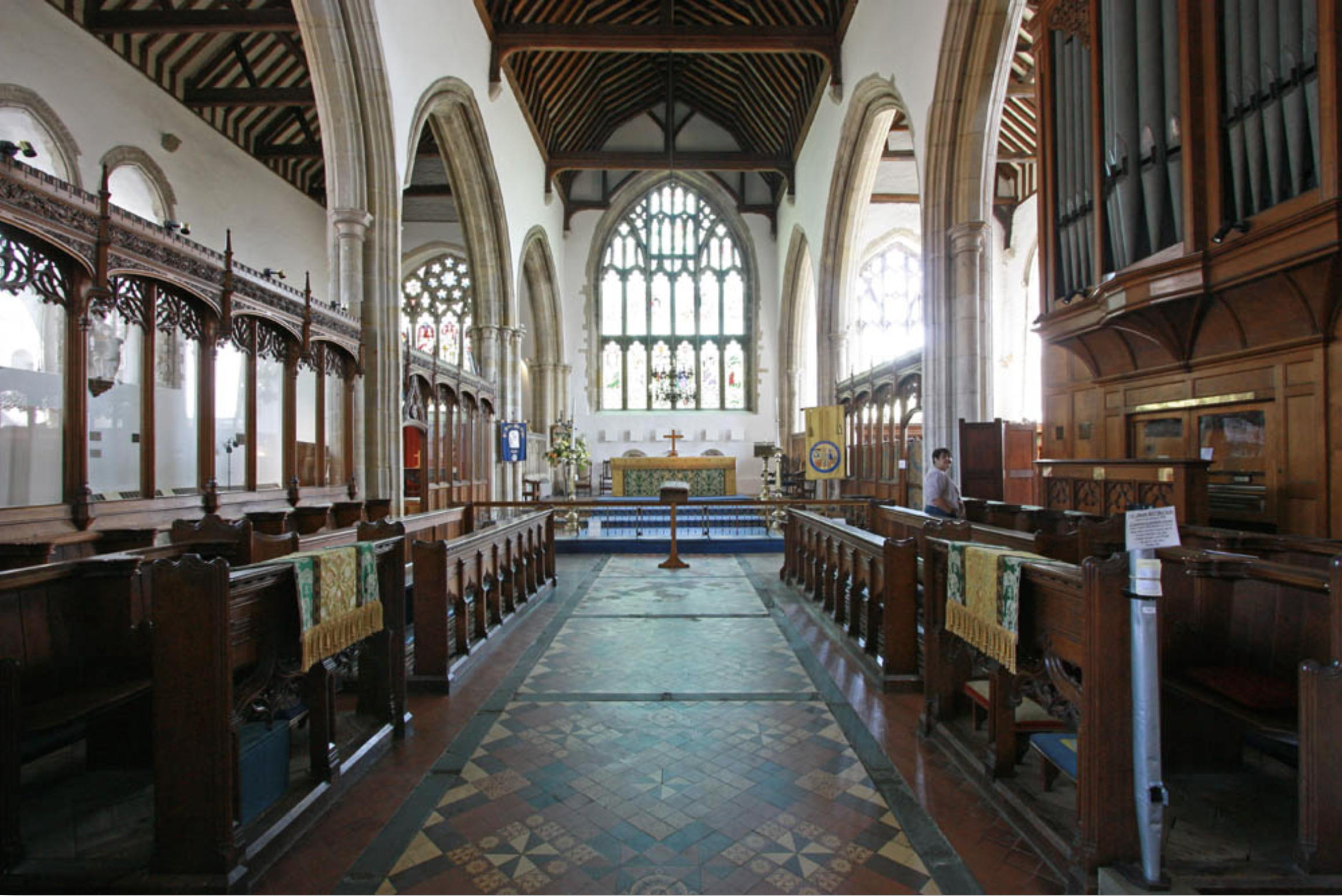
Hallenchor
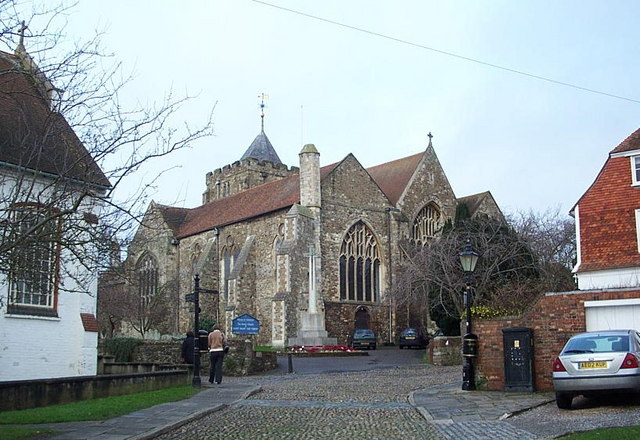
Chor mit drei hohen Giebeln

Das Bauwerk gewann seine heutige Gestalt in verschiedenen Bauphasen von der Mitte des 12. Jahrhunderts bis ins 15. Jahrhundert. Chorraum, Querschiff und Hauptschiff entstanden von 1150 bis 1180 und wurden im 15. Jahrhundert umgebaut. Das nördliche und das südliche Seitenschiff wurden im späten 12. Jahrhundert ergänzt. Zwischen 1220 und 1250 wurden an der Nord- und der Südseite Kapellen angebaut. Am südöstlichen Ende des Chorraumes wurden im 15. Jahrhundert Strebepfeiler hinzugefügt. Im Perpendicular Style sehr sorgfältig ausgearbeitete Fenster finden sich am Ostende des Chorraums und in der südlichen Kapelle. Die Verglasungen sind nicht sehr alt. Ein als besonders schön beschriebenes Fenster im nördlichen Seitenschiff wurde von Sir Edward Burne-Jones (1891) gestaltet. Ein in der Kirche angebrachtes Wappen von Queen Anne ist aus dem Jahr 1703. Die Bestuhlung der Kirche wie auch die Kanzel stammen aus dem 19. Jahrhundert.

## Technisches Denkmal
Die Kirche ist berühmt für ihre Uhr. Sie ist eine der ältesten noch funktionierenden Kirchturmuhren. Ihr später hinzugefügtes Pendel ist so lang, dass es in den Baukörper der Kirche hineinragt. Das Ziffernblatt wurde 1760 hinzugefügt, ebenso wie die sogenannten „Quarter Boys“, eine Technik, die die Uhr viertelstündlich statt stündlich schlagen lässt. Sie wurde von einem Hugenotten gefertigt.

## Kriminalgeschichtliches und Folklore
Im Jahr 1742 ermordete der Metzger John Breeds auf dem Kirchhof versehentlich Allen Grebell, weil er ihn mit dem Bürgermeister verwechselt hatte, den er eigentlich töten wollte. John Breeds wurde erhängt und seine Leiche einige Zeit an der Kirche in einem Galgenkäfig ausgestellt. Allen Grebell wurde im nördlichen Seitenschiff beerdigt, wohingegen der Schädel von Breeds im Rathaus heute noch aufbewahrt sein soll. In der volkstümlichen Überlieferung wird berichtet, dass sowohl der Täter als auch das Opfer auf dem Friedhof spuken sollen.

## Weiterführende Literatur
Folgende Zusammenstellung von Literatur wurde durch die Dachorganisation der Kirchen in East Sussex recherchiert:
- J. Borrowman: Short Account of Rye Church, Sussex, SAC 50 (1907) pp. 20–40
- G. Draper et al: Rye – a History of a Sussex Cinque Port to 1660, Chichester, 2009
- W. E. Godfrey: Rye Church, AJ 116 pp. 253–54
- W. Holloway: History and Antiquities of Rye, 1847
- R.P Howgrave-Graham: Some Clocks and Jacks with Notes of the History of Horology, Arch 77 (1927) pp. 257–312
- G. Slade Butler: The Church of St Mary, Rye, SAC 22 (1870) pp. 124–133